# مانشستر يونايتد موسم 2014–15
كان موسم 2014–15 هو الموسم الثالث والعشرون لمانشستر يونايتد في الدوري الإنجليزي الممتاز، والموسم الأربعين على التوالي في الدوري الإنجليزي الممتاز لكرة القدم.
بدأ يونايتد الموسم في 16 أغسطس 2014، بالمباراة الافتتاحية لحملته في الدوري الإنجليزي الممتاز. كما تنافسوا في بطولتين محليتين — كأس الاتحاد الإنجليزي وكأس الرابطة. كان هذا هو الموسم الأول منذ 1989–90 الذي لم ينافس فيه مانشستر يونايتد في أي مسابقة أوروبية بعد أن احتل المركز السابع في موسم الدوري الإنجليزي الممتاز الماضي؛ شارك النادي في دوري أبطال أوروبا منذ موسم 1995–96 والمسابقات الأوروبية منذ موسم 1990–91. 
كان هذا هو الموسم الأول الذي لا يحقق فيه يونايتد أي لقب منذ موسم 2004–05.